# Liste der Eingemeindungen in die Stadt Meißen
In der ersten Tabelle stehen alle ehemaligen Gemeinden und Gutsbezirke, die direkt nach Meißen eingemeindet wurden. Die Gemeinden, die am gleichen Tag eingemeindet wurden, werden in alphabetischer Reihenfolge aufgeführt.
In der zweiten Tabelle stehen die ehemals selbständigen Gemeinden und Gutsbezirke in alphabetischer Reihenfolge, die (zunächst) nicht in die Stadt Meißen, sondern in eine andere Gemeinde eingegliedert wurden.

## Gebietsänderungen und Eingemeindungen in die Stadt Meißen
| Ehemalige Gemeinde bzw. Gutsbezirk | Datum          | Zuwachs bzw. Abgang in ha | Anmerkung |
| ---------------------------------- | -------------- | ------------------------- | --- |
| Cölln                              | 1. Januar 1901 | 376                       | |
| Niederspaar                        | 1. Januar 1908 | 35                        | |
| Oberspaar                          | 1. Januar 1912 | 132                       | |
| Zaschendorf                        | 1. Januar 1912 | 214                       | |
| Neudörfchen                        | 1. Januar 1914 | 15                        | |
| Bohnitzsch                         | 1. April 1914  | 317                       | |
| Zscheila                           | 1. April 1914  | 115                       | |
| Korbitz                            | 1. April 1923  |                           | Die Eingliederung wurde durch das sächsische Ministerium des Inneren aufgrund von § 7 Abs. 3 der Landgemeindeordnung verfügt. Eingliederung des selbständigen Gutsbezirks Vorwerk Korbitz in die Gemeinde Schletta, 1937 Umgliederung von der Gemeinde Jahna (Gemarkung Schletta) nach Meißen (Gemarkung Korbitz) |
| Questenberg                        | 1. April 1923  | 15                        | |
| Lercha                             | 1. April 1928  | 49                        | |
| Meisatal                           | 1. August 1928 | 322                       | |
| Klosterhäuser                      | 1. April 1937  | 81                        | |
| Vorwerk Korbitz                    | 1. April 1937  |                           | Umgliederung von der Gemeinde Jahna (Gemarkung Schletta) nach Meißen (Gemarkung Korbitz) |
| Niederjahna (*)                    | 1. April 1937  | -148                      | Umgliederung nach Jahna |
| Dobritz (mit Buschbad)             | 1. Juli 1950   | 217                       | |
| Siebeneichen                       | 1. Januar 1973 | 193                       | Umgliederung von Bockwen |
| Winkwitz                           | 1. Januar 1994 | 454                       | |

(*) Ortsteil gehört nicht zur Stadt Meißen

## Gebietsänderungen und Eingemeindungen in Gemeinden, die später in die Stadt Meißen eingemeindet wurden
| Ehemalige Gemeinde bzw. Gutsbezirk        | Datum           | Anmerkung |
| ----------------------------------------- | --------------- | --- |
| Fischergasse (mit Klostergasse)           | 1. April 1921   | Zusammenschluss mit Hintermauer, Niedermeisa und Obermeisa zu Meisatal                                                           |
| Hintermauer                               | 1. April 1921   | Zusammenschluss mit Fischergasse, Niedermeisa und Obermeisa zu Meisatal                                                          |
| Jahna (*), Gutsbezirk Rittergut           | um 1922         | Eingliederung nach Niederjahna                                                                                                   |
| Klostergasse                              | 1. Mai 1839     | Eingliederung nach Fischergasse                                                                                                  |
| Klostergut zum Heiligen Kreuz, Gutsbezirk | um 1922         | Eingliederung nach Klosterhäuser                                                                                                 |
| Nassau                                    | 1. Mai 1839     | Eingemeindung der amtsunmittelbaren Ortschaft nach Bohnitzsch im Zuge der Umsetzung der Sächsischen Landgemeindeordnung von 1838 |
| Niederfähre                               | 1. Januar 1887  | Zusammenschluss mit Vorbrücke zu Niederfähre-Vorbrücke                                                                           |
| Niederfähre-Vorbrücke                     | 1. Januar 1890  | Eingemeindung nach Cölln |
| Niederjahna (*)                           | 1. April 1926   | Eingemeindung nach Meisatal |
| Niedermeisa                               | 1. April 1921   | Zusammenschluss mit Fischergasse, Hintermauer und Obermeisa zu Meisatal                                                          |
| Proschwitz, Gutsbezirk Rittergut          | um 1922         | Eingliederung nach Proschwitz |
| Proschwitz                                | 1. Oktober 1939 | Eingemeindung nach Winkwitz |
| Rottewitz                                 | 1. Oktober 1939 | Eingemeindung nach Winkwitz |
| Vorbrücke                                 | 1. Januar 1887  | Zusammenschluss mit Niederfähre zu Niederfähre-Vorbrücke                                                                         |

(*) Ortsteil gehört nicht zur Stadt Meißen